# Sportsklubben Brann 1983
Questa voce raccoglie le informazioni riguardanti lo Sportsklubben Brann nelle competizioni ufficiali della stagione 1983.

## Rosa
| N. |                     | Ruolo | Calciatore             |
| -- | ------------------- | ----- | ---------------------- |
|    | Norvegia (bandiera) | P     | Geir André Johannessen |
|    | Norvegia (bandiera) | P     | Stein Norstad          |
|    | Norvegia (bandiera) | P     | Dan Riisnes            |
|    | Norvegia (bandiera) | D     | Bjørn Erik Brandt      |
|    | Norvegia (bandiera) | D     | Hans Brandtun          |
|    | Norvegia (bandiera) | D     | Bjørn Dahl             |
|    | Norvegia (bandiera) | D     | Anders Giske           |
|    | Norvegia (bandiera) | D     | Asgeir Kleppa          |
|    | Norvegia (bandiera) | D     | Tore Strand            |
|    | Norvegia (bandiera) | C     | Paal Fjeldstad         |
|    | Norvegia (bandiera) | C     | Tore Hadler-Olsen      |
|    | Norvegia (bandiera) | C     | Trond Johansen         |

| N. |                        | Ruolo | Calciatore          |
| -- | ---------------------- | ----- | ------------------- |
|    | Norvegia (bandiera)    | C     | Finn Krogh          |
|    | Inghilterra (bandiera) | C     | Neil MacLeod        |
|    | Norvegia (bandiera)    | C     | Arne Møller         |
|    | Norvegia (bandiera)    | C     | Trond Nordeide      |
|    | Norvegia (bandiera)    | C     | Kjell Rune Pedersen |
|    | Norvegia (bandiera)    | C     | Jarle Råum          |
|    | Norvegia (bandiera)    | C     | Terje Risa          |
|    | Norvegia (bandiera)    | A     | Geir Austvik        |
|    | Norvegia (bandiera)    | A     | Ingvar Dalhaug      |
|    | Norvegia (bandiera)    | A     | Lars Hjorth         |
|    | Norvegia (bandiera)    | A     | Øyvind Pettersen    |
|    | Norvegia (bandiera)    | A     | Johnny Rolfsvåg     |

## Risultati

### Campionato

#### Girone di andata
| Haugesund 24 aprile 1983 | Brann | 0 – 2 | Start | Haugesund Stadion |

| Porsgrunn 1º maggio 1983 | Mjøndalen | 3 – 0 | Brann | Pors Stadion |

| Haugesund 9 maggio 1983 | Brann | 2 – 1 | HamKam | Haugesund Stadion |

| Minde 12 maggio 1983 | Eik-Tønsberg | 2 – 2 | Brann | Øverl. Minde |

| Bergen 16 maggio 1983 | Brann | 0 – 0 | Bryne | Brann Stadion |

| Halden 23 maggio 1983 | Lillestrøm | 3 – 1 | Brann | Halden Stadion |

| Moss 29 maggio 1983 | Moss | 1 – 1 | Brann | Melløs Stadion |

| Bodø 5 giugno 1983 | Brann | 1 – 1 | Vålerengen | Aspmyra Stadion |

| Ulstein 12 giugno 1983 | Kongsvinger | 5 – 1 | Brann | Høddvoll Stadion |

| Bergen 19 giugno 1983 | Brann | 0 – 0 | Rosenborg | Brann Stadion |

| Stavanger 27 giugno 1983 | Viking | 2 – 0 | Brann | Stavanger Stadion |

#### Girone di ritorno
| Porsgrunn 31 luglio 1983 | Start | 1 – 0 | Brann | Pors Stadion |

| Bergen 3 agosto 1983 | Brann | 1 – 0 | Mjøndalen | Brann Stadion |

| Hamar 7 agosto 1983 | HamKam | 2 – 0 | Brann | Briskeby Gressbane |

| Bergen 14 agosto 1983 | Brann | 0 – 0 | Eik-Tønsberg | Brann Stadion |

| Bryne 21 agosto 1983 | Bryne | 0 – 2 | Brann | Bryne Stadion |

| Bergen 29 agosto 1983 | Brann | 4 – 0 | Lillestrøm | Brann Stadion |

| Bergen 4 settembre 1983 | Brann | 0 – 2 | Moss | Brann Stadion |

| Oslo 11 settembre 1983 | Vålerengen | 2 – 4 | Brann | Bislett Stadion |

| Kopervik 25 settembre 1983 | Brann | 2 – 0 | Kongsvinger | Åsebøen Stadion |

| Trondheim 2 ottobre 1983 | Rosenborg | 3 – 1 | Brann | Lerkendal Stadion |

| Haugesund 9 ottobre 1983 | Brann | 9 – 2 | Viking | Haugesund Stadion |

### Coppa di Norvegia
|  | Brann | 3 – 0 | Fyllingen |  |

|  | Ny-Krohnborg | 1 – 2 | Brann |  |

|  | Brann | 2 – 4 | Vidar |  |

### Coppa delle Coppe
|  | N.E.C. | 1 – 1 | Brann |  |

|  | Brann | 0 – 1 | N.E.C. |  |